# Claude Périard
 (mars 2020).
Claude Périard est une compositrice, musicienne et artiste multidisciplinaire québécoise.

## Biographie
Claude Périard, de son nom de scène Claude L'anthrope, anciennement membre du groupe Les Sofilanthropes, est une auteure-compositrice-interprète habitant à Montréal. Graduée de l'Université de Montréal en musique numérique , elle a composé et réalisé plusieurs albums musicaux allant du folk, au trip-hop, à la musique expérimentale ainsi qu'à l'électro-pop. Initiée aux arts grâce à une formation en piano classique, Claude Périard est connu pour jouer lui-même de tous les instruments sur ses albums, en plus de réaliser toutes les étapes de la production audio.
En plus d'être active dans la scène musicale underground montréalaise, l'artiste de la communauté LGBTQIA+ est connue pour ses publications textuelles, nouvelles et poèmes, ses performances ainsi que son rôle de preneur de son dans divers projets du milieu cinématographique.
Elle a notamment écrit des chansons pour Samuele Mandeville et La Baronne.

## Prix et récompenses
Claude Périard fut finaliste au concours Ma première Place des Arts en 2010, ainsi qu'à Vue sur la relève en 2021. Elle est aussi leader et membre du défunt groupe Les Sofilantropes nommé au Gamiq en 2013. En 2017, son album Pop Shit Fuck figure dans le palmarès de l'Association québécoise de l'industrie du disque, du spectacle et de la vidéo. Elle est aussi finaliste des Grands Prix Desjardins de la Culture de Lanaudière en 2018 dans la catégorie 'Musique', et nommé au Gala de la musique indépendante du Québec en 2022 pour meilleur album électro avec Les lumières ont tué la nuit. 

## Discographie - Musique pop et chanson
- 2010 - (d)Ébauches #1 - Claude l'Anthrope
- 2010 - (d)Ébauches #2 - Claude l'Anthrope
- 2011 - L’Éternelle recherche de l’éternel - Les Sofilanthropes
- 2013 - Les Oiseaux morts - Les Sofilanthropes
- 2013 - Volt_Age - Claude l'Anthrope
- 2014 - Live-là - Les Sofilanthropes
- 2014 - Chansons des fonds de tiroir - Claude l'Anthrope
- 2017 - Pop Shit Fuck - Claude l'Anthrope
- 2018 - Cuntrol+Z - Claude l'Anthrope
- 2018 - Art Plastique - Claude l'Anthrope
- 2019 - Allo Futur - Claude l'Anthrope
- 2021 - Les Lumières ont tué la nuit - Claude l'Anthrope
- 2023 - Ontologie des ombres - Claude l'Anthrope